# パンを主題とする作品一覧
パンを主題とする作品一覧（パンをしゅだいとするさくひんいちらん）は、パンを主題としたものであるか、主人公として（架空または実在の）パン職人が登場する作品等の一覧。
この項目で扱うのは、
擬人化したパンが主人公、あるいは、作品のテーマに関わる重要な役割を果たす楽曲・文学・映像作品やコミックなど。

## 楽曲

### 童謡
- サンドパンのうた（パン屋のケンちゃん[1]）
- あまいパン（作曲元はイギリス）[2]
- パンのマーチ（作詞：峯陽、作曲：小川寛興）
- パン売りのろばさん（作詞：矢野亮、作曲：豊田稔）
- ほうかほか（作詞：与田凖一、作曲：渡辺茂）[3]

## 文学

### 小説、童話
- まぼろしのパン屋（松宮宏）
- 魔女の宅急便（角野栄子）
- 真夜中のパン屋さん（大沼紀子）
- パンとバターのうた（浜田広介）[4][5]

### 絵本
- おだんごぱん（絵：脇田和、訳：瀬田貞二） - ロシア民話の『コロボーク』の翻訳作品。原典での主人公は、コロブ（ジャガイモを練って茹でた団子）だが、『おだんごぱん』ではパンになっている[6]。
- アンパンマン（やなせたかし）
- からすのパンやさん（かこさとし）
- パンやのくまさん（フィービ ウォージントン&セルビ ウォージントン）[7]

## マンガ・アニメ

### マンガ
- パンでPeace!（emily）
- ほほかベーカリー（ボマーン）
- 焼きたて!!ジャぱん（橋口たかし）
- こむぎが自慢のパン屋さん（わたあめ）[8]
- 薪窯のパンドラ（原作：くずもちまつり、作画：誰がし）[9]
- 新米パン屋と若頭（見ル原ひとり）[10]
- 世界ぱんぱかパンの旅（山本あり）
- やっぱりパンが好き（山本あり）[11]
- パンは呼んでいる（山本あり）[12]
- 京都ご当地サンドイッチめぐり（山本あり）[13]
- Bread＆Butter（芦原妃名子）
- マイ ベイカー（らくだ）
- あるはずさ、胸の奥に、心のパンが。（コモンオム）[14]
- 麦の惑星（鳥野しの）[15]
- くるくるくるま ミムラパン（関野葵）[16]
- 聖樹のパン（原作：たかはし慶行、作画：山花典之）

### アニメ
- 食パンミミー
- 魔女の宅急便（監督：宮崎駿） - 劇中で主人公キキがパン屋で働くシーンがある
- シャイニング・ハーツ 〜幸せのパン〜（監督： 川崎逸朗）
- パンの赤ちゃん

## ドラマ
- 製パン王 キム・タック
- パン屋のケンちゃん
- 風見鶏

## マスコットキャラクター
- こげぱん（サンエックスキャラクター）
- カレッピー（日本カレーパン協会公式キャラクター）[17]

## 映画
- しあわせのパン
- チャップリンとパン屋

## ゲーム
- 街角のブーランジェ ～注文の多いパン屋さん～[18]
- できたて!ようせいベーカリー[19]
- Aeruta（アルタ）[20]